# Молино (коммуна)
Молино́ (фр. Molinot) — коммуна во Франции, находится в регионе Бургундия. Департамент коммуны — Кот-д’Ор. Входит в состав кантона Ноле. Округ коммуны — Бон.
Код INSEE коммуны — 21420.

## Население
Население коммуны на 2010 год составляло 152 человека.
| 1962 | 1968 | 1975 | 1982 | 1990 | 1999 | 2010 |
| ---- | ---- | ---- | ---- | ---- | ---- | ---- |
| 256  | 242  | 245  | 186  | 153  | 157  | 152  |

## Экономика
В 2010 году среди 97 человек трудоспособного возраста (15—64 лет) 75 были экономически активными, 22 — неактивными (показатель активности — 77,3 %, в 1999 году было 72,6 %). Из 75 активных жителей работали 72 человека (41 мужчина и 31 женщина), безработных было 3 (1 мужчина и 2 женщины). Среди 22 неактивных 6 человек были учениками или студентами, 11 — пенсионерами, 5 были неактивными по другим причинам.